# Дисентери
Дисентери, дисиденти, інодумці, інакомислячі (від латинського dissentire, «не погоджуватися») - ті хто не згоден з загальноприйнятним, усталеними думками, переконаннями, звичаями, практикою та іншим.

## Використання в християнстві

### Інодумство від англіканської церкві
У соціальній та релігійній історії Англії та Вельсу та Ірландії інодумство стосується члена релігійної організації, який з тих чи інших причин відокремився від офіційної церкви; або будь-якого іншого протестанта, який відмовляється визнати верховенство офіційної церкви в областях, де неї є або була англіканська церква.
Спочатку цей термін включав англійських та валлійських римо-католиків, яких в початковому проекті Закону про Нонконформістське полегшення 1779 року визначено "Протестуючі католицькі інодумці (діссентери)". Проте на практиці він позначав протестантських іномислячих, про яких йшлося у 2-му розділі Акту про терпимість 1689 року (див. англійські інодумці), а до протестуючих римо-католиків застосовували термін рекузанти.

### Інодумство від пресвітеріанської церкви
Цей термін також застосовувався до тих спільнот, що не погоджувалися зпресвітеріанською церквою Шотландії, що є національною церквою Шотландії. У цьому значенні терміни "інодумний" та "інодумство" набули деякої зневажливості, тому з середини 18 сторіччя замінюються на "нонконформіст", термін, який спочатку не означав відокремлення, а лише відмову підкоритися певним деталям (наприклад, носінню стихарів) звичаїв державної церкви.

## Інодумство від державної релігії
Ще новий термін "нонконформіст", через політичні напади на принцип права держави на установу державного християнства і церкви, мав схильність поступатися терміну "вільних церков" і "вільного церковника". Проте всі три терміни продовжують застосовуватися, причому "нонконформіст" є найбільш звичним, оскільки є найбільш безбарвним.

## Дивитися також
- Християнський анархізм
- Дисидент
- Свобода віросповідання
- Організаційний дисидент
- Протестантські інодумні депутати
- Релігія у Великій Британії

Порівняйте:
- Духовне християнство (інодумство від Російської православної церкви)